# Метафосфат серебра
Метафосфат серебра — неорганическое соединение, 
соль металла серебра и метафосфорной кислоты с формулой AgPO3,
белое аморфное вещество,
не растворяется в воде.

## Физические свойства
Метафосфат серебра образует белое аморфное вещество.
Не растворяется в воде, р ПР =  8,43÷10,8.

## Химические свойства
- Реагирует с избытком метафосфатов щелочных металлов:

{\displaystyle {\mathsf {AgPO_{3}+NaPO_{3}\ {\xrightarrow {}}\ Na[Ag(PO_{3})_{2}]}}}

## Другие метафосфаты серебра
Известны другие метафосфаты серебра:
- Ag2P2O6•H2O — диметафосфат серебра
- Ag3P3O9•H2O — триметафосфат серебра
- Ag4P4O12 — тетраметафосфат серебра
- Ag6P6O18 — гексаметафосфат серебра
- Ag10P10O30•H2O — декаметафосфат серебра